# Kinkony
 Farihy Kinkony (Lac Kinkony) ist ein großer See im nordwestlichen Teil Madagaskars, im Einzugsgebiet des Unterlaufs des Flusses Mahavavy du Sud in der Region Boeny (früher Mahajanga Province). Der See liegt im Mündungsgebiet des Ihopy, einem Gebiet von großen Seen und Sümpfen, dem sogenannten Mahavavy-Kinkony-Komplex (Kinkony, Katondro, Mitsinjo), gesäumt mit zahlreichen weiteren Altarmen und Seen und dem Sumpf Mahazoarivo.